# 시체 재판

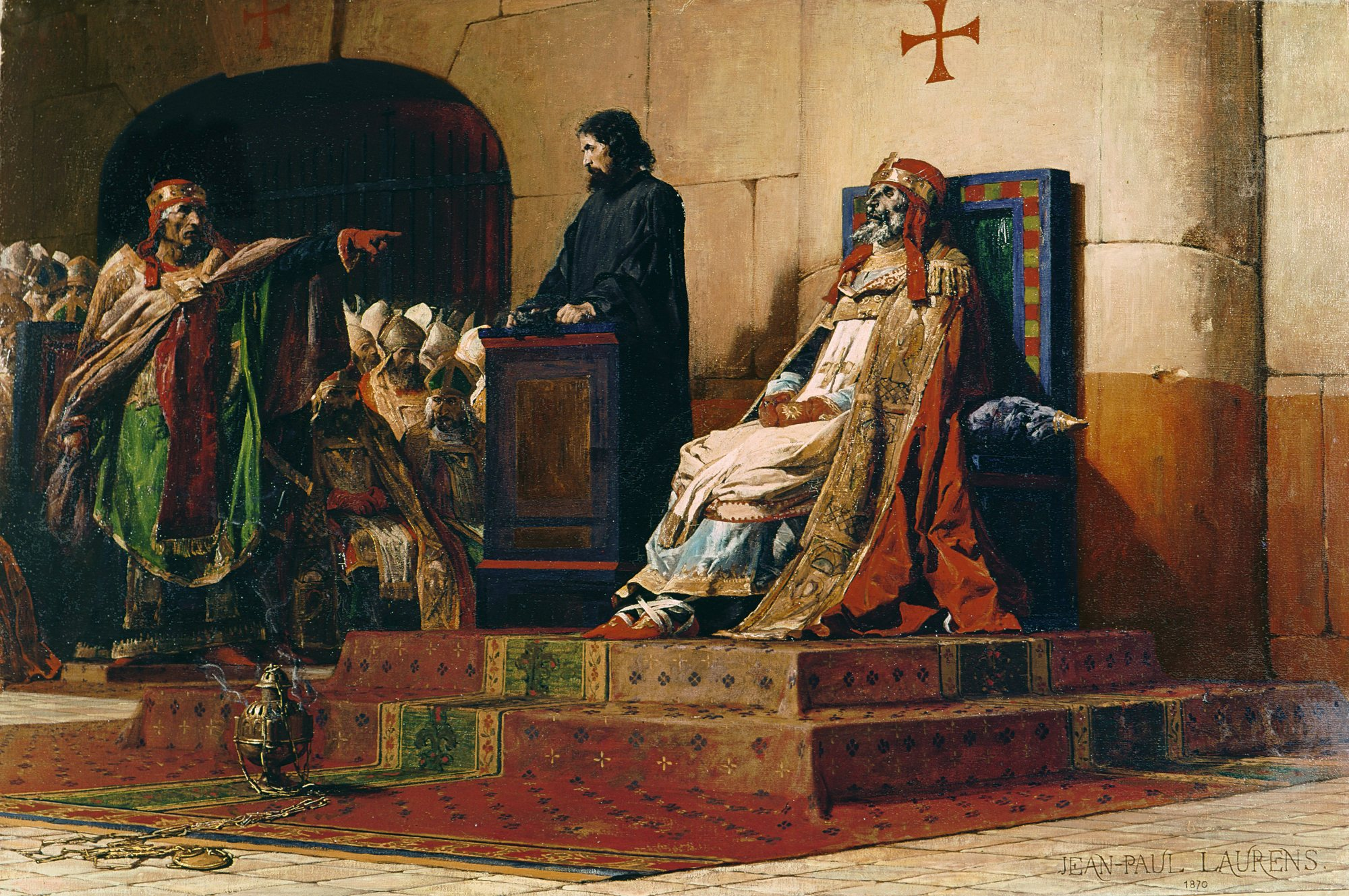
장폴 로랑스가 1870년에 그린 《교황 포르모소와 교황 스테파노 6세》

시체 재판, 카데바 시노드(Cadaver Synod), 시체 시노드(라틴어: Synodus Horrenda)는 897년 1월 로마의 성 요한 라테라노 대성당에서 서거한 지 약 7개월이 된 교황 포르모소의 교회 재판에 일반적으로 붙여지는 이름이다. 이 재판은 포르모소의 후계자인 교황 보니파시오 6세의 후임인 교황 스테파노 6세가 진행했다. 스테파노는 포르모소의 시신을 발굴하여 판결을 위해 교황청으로 가져갔다. 그는 포르모소가 불법적으로 교황직에 가입했으며 동시에 두 개 이상의 교구를 불법적으로 주재했다는 위증죄로 고발했다. 재판이 끝난 후 포르모소는 유죄 판결을 받았고 그의 교황권은 소급하여 무효로 선언되었다.

## 같이 보기
- 기록말살형
- 악마의 변호인
- 부관참시
- 교황 보니파시오 8세